# Богушкова сотня
Богушкова сотня (Богушківська) — військовий підрозділ та адміністративно-територіальна одиниця Черкаського полку Гетьманщини на Лівобережжі.

## Історія
Утворена влітку 1648 року, хоча ще 1638 р. Богушкова Слобода була сотенним центром Черкаського полку. Сотником був Залеський Михайло, а сотенним отаманом Яків Кияниця. У «Реєстрі» 1649 р. значиться в Черкаському полку у кількості 147 козаків. Згодом згадується у присяжних списках 1654 року.
У 1667 році, після Андрусівського перемир'я між Московщиною та Польщею, сотня відійшла до Канівського полку.
Після здачі гетьмана Петра Дорошенка ліквідована, а територія розділена між Зототоніською та Кропивнянською сотнями Переяславського полку.

## Населені пункти
Сотенне містечко Богушкове (у 1750 р. Богушкова Слобода у складі Кропивнянської сотні). Нині це село Благодатне Золотоніського району Черкаської області.